# João Domingues
João Domingues (Oliveira de Azeméis, 5 ottobre 1993) è un tennista portoghese.

## Carriera
Professionista dal 2013, in carriera ha vinto tre tornei Challenger e sette tornei Futures in singolare, oltre a quindici titoli in doppio, tutti a livello ITF.
Nel 2015 ha fatto il suo esordio nella squadra portoghese di Coppa Davis.

## Statistiche
Aggiornate all'8 maggio 2022.

### Tornei minori

#### Singolare

##### Vittorie (10)
| Legenda tornei minori |
| Challenger (3)        |
| Futures (7)           |

| Numero | Data             | Torneo                                 | Superficie  | Avversario in finale       | Punteggio        |
| 1.     | 25 maggio 2013   | Queima das Fitas, Coimbra              | Cemento     | Nell Pauffley              | 7–6(4), 6-3      |
| 2.     | 22 maggio 2016   | Srixon Open, Setúbal                   | Cemento     | Erik Crepaldi              | 6-3, 6-2         |
| 3.     | 11 giugno 2016   | 91° Copa del Rey, Huelva               | Terra rossa | Mario Vilella Martínez     | 6-4, 6-3         |
| 4.     | 13 novembre 2016 | Hammamet Open, Hammamet                | Terra rossa | Pol Toledo Bagué           | 6-3, 6-1         |
| 5.     | 22 gennaio 2017  | Hammamet Open, Hammamet                | Terra rossa | Gonçalo Oliveira           | 6-3, 6-1         |
| 6.     | 29 gennaio 2017  | Hammamet Open, Hammamet                | Terra rossa | Tommaso Bortolotti         | 6-4, 3-6, 6-1    |
| 7.     | 23 aprile 2017   | Cascais Next Gen Tour, Cascais         | Terra rossa | Maxime Chazal              | 6-3, 6-1         |
| 1.     | 28 maggio 2017   | XVI Venice Challenger Save Cup, Mestre | Terra rossa | Sebastian Ofner            | 7–6(4), 6-4      |
| 2.     | 12 maggio 2019   | Braga Open, Braga                      | Terra rossa | Facundo Bagnis             | 6(5)–7, 6-2, 6-3 |
| 3.     | 8 maggio 2022    | Salvador Challenger                    | Terra verde | Marcelo Tomás Barrios Vera | 7–6(9), 6-1      |